# 鐵男躲避球
《鐵男躲避球》（英語：DodgeBall: A True Underdog Story）是2004年美國一部躲避球體育喜劇電影。編劇及導演是勞森·馬修·托波，主演是文斯·范恩和班史提勒。

## 角色

### 鐵男隊
| 演員          | 角色                      | 備註                      |
| 文斯·范恩     | 彼得 Peter "Pete" LaFleur | 鐵男健身房老闆            |
| 克莉絲汀·泰勒 | 凱特 Kate Veatch          | 銀行專員                  |
| 雷普·湯恩     | 佩奇 patches o'houlihan   | 傳奇躲避球選手 鐵男隊教練 |

### 世界體操隊
| 演員       | 角色                    | 備註               |
| 班·史提勒  | 懷特·古曼 White Goodman | 世界體操健身房老闆 |
| Missi Pyle | Fran                    |                    |

#### 客串
| 演員          | 角色          | 備註       |
| 藍斯·阿姆斯壯 | 藍斯·阿姆斯壯 | 自行車選手 |
| 查克·諾里斯   | 查克·諾里斯   | 評委之一   |

- 演員：大衛·赫索霍夫：客串飾演德國隊教練

## 外部連結
- 互联网电影数据库（IMDb）上《鐵男躲避球》的资料（英文）
- AllMovie上《鐵男躲避球》的资料（英文）
- Box Office Mojo上《鐵男躲避球》的資料（英文）
- 爛番茄上《鐵男躲避球》的資料（英文）
- Metacritic上《鐵男躲避球》的資料（英文）